# Маядаг
Маядаг или Мая даг (на гръцки: Φανός, Фанос, до 1926 година Μαγιαδάγ, Маядаг, на турски: Mayadağ, Маядаа) е село в Гърция, дем Пеония, област Централна Македония.

## География
Селото е разположено на 370 m надморска височина в североизточните склонове на планината Паяк на 14 km северно от град Боймица (Аксиуполи).

## История

### В Османската империя
В XIX век Маядаг е голямо турско село в каза Аврет Хисар (Кукуш) на Османската империя. В „Етнография на вилаетите Адрианопол, Монастир и Салоника“, издадена в Константинопол в 1878 година и отразяваща статистиката на населението от 1873 година, Маада (Maada) е посочено като селище в каза Аврет Хисар (Кукуш) с 600 домакинства, като жителите му са 1496 мюсюлмани. Според статистиката на Васил Кънчов („Македония. Етнография и статистика“) в 1900 година Мая Даг е село в Гевгелийска каза с 3200 жители турци.

### В Гърция
В 1913 година селото попада в Гърция. Селото е изпуснато от преброяването от същата година. Селото е принудително разселено през Първата световна война, тъй като до него минава фронтовата линия. Боривое Милоевич пише в 1921 година („Южна Македония“), че Маядаг (Маjадаг) има 1500 къщи турци.
Населението му се изселва в Турция по силата на Лозанския договор и на негово място са настанени гърци караманлии, бежанци от Турция. В 1926 години селото е прекръстено на Фанос. В 1928 година селото е изцяло бежанско със 146 семейства и 582 жители бежанци.
Населението традиционно произвежда тютюн, пшеница, смокини, десертно грозде и частично се занимава със скотовъдство.
| Име                     | Име          | Ново име   | Ново име   | Описание                                             |
| ----------------------- | ------------ | ---------- | ---------- | ---------------------------------------------------- |
| Кумулуча                | Κουμουλούκια | Амудия     | Άμμουδιά   | възвишение на Ю от Маядаг (312 m)                    |
| Коджа Каран             | Κοτζα Κόραν  | Воскотопос | Βοσκότοπος | местност на ЮЗ от Маядаг и на СЗ от Добромир         |
| Скели                   | Σκέλι        | Лимани     | Λιμάνι     | местност на ЮЗ от Маядаг и на СЗ от Добромир         |
| Чага                    | Τσαγκα       | Камила     | Καμήλα     | възвишение на ЮЗ от Маядаг (438 m)                   |
| Маядаг                  | Μαγιαδάγ     | Фанари     | Φανάρι     | възвишение на Ю от Маядаг (419, 7 m)                 |
| Думца                   | Ντομτσα      | Псилома    | Ψήλωμα     | възвишение на ЮЗ от Маядаг                           |
| Арпа Сари или Арпа Сапи | Άρπα Σαπή    | Крити      | Κριθή      | възвишение на ЗЮЗ от Маядаг (365 m)                  |
| Крипала                 | Κριπάλα      | Кремала    | Κρεμάλα    | възвишение на ЗЮЗ от Маядаг (499 m)                  |
| Бостанлик               | Μποστανλίκ   | Пепония    | Πεπονιά    | река на ЮЗ от Маядаг, ляв приток на Коджадере (Курт) |
| Билимар                 | Αρ. Μπουρμάρ | Дендрон    | Δένδρον    | местност на ЮИ от Маядаг                             |
| Телки Таш               | Γιλκί-Ντασί  | Алепу      | Αλεπού     | възвишение на С от Маядаг и на Ю от Алчак            |

| Година    | 1913 | 1920 | 1928 | 1940 | 1951 | 1961 | 1971 | 1981 | 1991 | 2001 | 2011 | 2021 |
| --------- | ---- | ---- | ---- | ---- | ---- | ---- | ---- | ---- | ---- | ---- | ---- | ---- |
| Население |      | 1789 | 533  | 622  | 536  | 433  | 245  | 187  | 216  | 168  | 151  | 95   |

## Личности
Свързани с Маядаг
- Хюсеин Маядаг (1915 - 1965), турски композитор